# Религия в Бангладеш

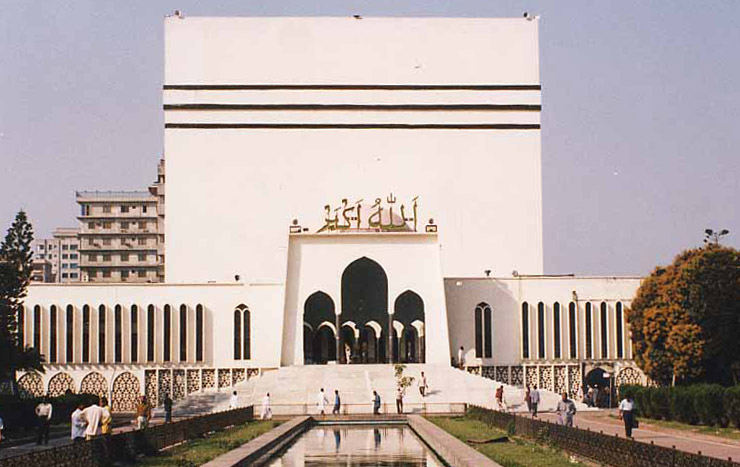
Национальная мечеть Бангладеш

Подавляющее большинство бангладешцев исповедуют ислам. 91,04 % населения страны — мусульмане. Оставшиеся 8,96% — религиозные меньшинства индуистов, христиан, буддистов и других.

## Буддизм
0,5 % населения Бангладеш принадлежат буддийской школе Тхеравада. Большинство из них сосредоточена в юго-восточной провинции Читтагонг и в Читтагонгском горном районе.
Большинство из буддистов окрестности Читтагонга принадлежат к народам Чакма, Чак, Марма, Тенчунгья и Кхьянг, практиковавших буддизм с незапамятных времён. К ним следует добавить араканцев. Племена Кхуми и Мру анисичты под некоторым влиянием буддизма.
В истории буддизма Бангладеш (ранее Бенгалия) играл особую роль. Бенгалия до XII века оставалась опорой индийского буддизма, и в Бенгале буддизм смог ещё выжить. Кроме того, именно Бенгалия считается родиной тантрического буддизма (см. Ваджраяна). Считается, что буддизм в Бенгалии достиг наивысшего развития и тантрические практики распространились именно оттуда.

## Индуизм

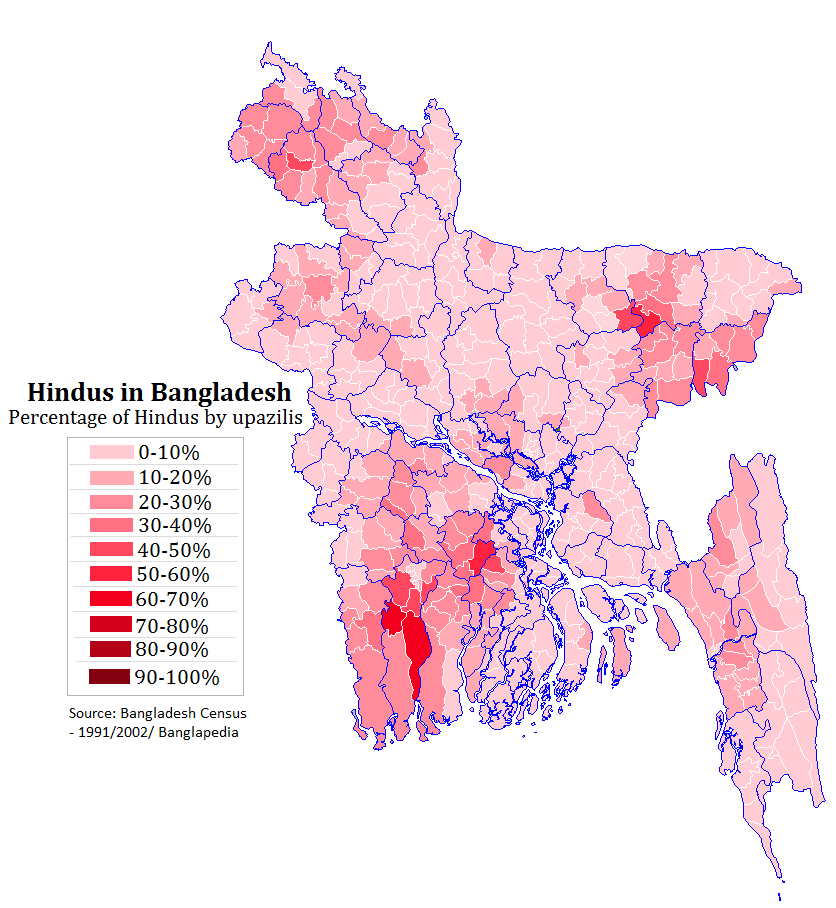
Процентное соотношения индуистов в провинциях Бангладеш

Индуизм в Бангладеш исповедуют порядка 15 000 000 человек, что делает индуизм второй по числу последователей религией в стране. Индуизм в Бангладеш и в соседнем индийском штате Западная Бенгалия имеет общие черты. Это связано с тем, что Бангладеш (ранее известный как Восточная Бенгалия) был объединён с Западной Бенгалией до раздела Британской Индии в 1947 году.
Деви, Дурга, Шива и Кали — широко почитаются в Бангладеш. Поклонение Шиве распространено среди высших каст Бангладеш. Вайшнавизм в Бенгалии выражает объединение мужского и женского начал в традициях любви и преданности. Эта форма индуистской веры и суфийская традиция ислама оказали влияние друг на друга в Бенгалии: оба этих популярных религиозных движения во многих моментах переплелись. В обеих традициях используются молитвы и мантры на бенгальском языке.
Индуисты Бангладеш признают поклонение духам и божествам рек, гор, растительности, животных, камней или болезней. Ритуал купания, обеты и паломничества в священные реки, горы, храмы и города являются важными элементами практики.
Принцип ахимсы выражается в почти повсеместном отказе употребления в пищу говядины. Далеко не все индуисты Бангладеш являются вегетарианцами, хотя воздержание от употребления всех видов мяса считается высшей добродетелью. Брамин или «высшая каста» индуистов Бангладеш в отличие от своих единоверцев в других местах Южной Азии, едят рыбу и курицу. Похожее явление наблюдается и в индийском штате Западная Бенгалия, который имеет тот же климат, что и Бангладеш. Это связано с тем, что рыба является единственным источником белка для населения этого региона.

## Ислам
Мусульмане составляют около 90 процентов населения страны. Большинство мусульман в Бангладеш являются суннитами, но есть небольшие общины шиитов и ещё меньшие сообщества мусульман-ахмадие. В Бангладеш исламские группировки фундаменталистов потребовали, чтобы члены общины Ахмадийя были «официально» объявлены кафирами (неверными). В итоге Община Ахмадийя стала подвергаться преследованиям, посредством массовых протестов и актов насилия. По данным Amnesty International, последователи Ахмадийята подвергаются домашним арестам, а некоторые из них убивают. В конце 2003 года несколько крупных манифестаций во главе с Мауляной Mухаммадом Хуссейном Mумтази, были направлены с целью занять Ахмадийские мечети. В 2004 году все Ахмадийские публикации были запрещены.
Мусульманская община в Бенгалии развивалась независимо от доминирующих исламских направлений в Индии. Сохранение доисламских культурных элементов буддийского и индуистского периода оказало огромное явление на мусульман Бангладеш. Несмотря на общую личную приверженность исламу, мусульмане из Бангладеш соблюдают исламские ритуалы и принципы в зависимости от социального положения, языка и личных соображений. Среди сельских и городских жителей преклонного возраста практикуется жизнь по законам шариата.
Всенародно празднуются обще-исламские праздники, такие как Курбан-Байрам (Ид-уль-Азха), Ураза-Байрам (Ид-уль-Фитр)

## Католицизм
Католицизм в Бангладеш или Католическая церковь в Бангладеш является частью всемирной Католической церкви. Численность католиков в Бангладеш составляет около 250 тысяч человек (0,2 % от общей численности населения). Конституция Бангладеш провозглашает государственной религией ислам. Несмотря на это, государство гарантирует свободное вероисповедание и выбор человеком религии, что объясняет обширную миссионерскую деятельность Католической церкви среди местного населения, которое в значительной своей части является мусульманским. В настоящее время католическая община Бангладеш состоит из двух основных групп: потомков португальских колонистов и обращённых из анимизма (представители народов ораон, гаро, сантал).
Первые католические миссионеры прибыли в Бенгалию вместе с португальскими колонистами в 1517 году. В 1599 году в Читтагонг прибыли иезуиты для пастырской деятельности среди колонистов. В январе 1600 году была построена первая католическая церковь в городе Саткирха.
Первая церковная структура Римско-Католической церкви в Бенгалии стал апостольский викариат Бенгалии, учреждённый Святым Престолом в 1834 году. В 1850 году апостольский викариат Бенгалии был разделён на апостольский викариат Восточной Бенгалии и апостольский викариат Западной Бенгалии.
В 1855 году в Бенгалию прибыли миссионеры из Папского института заграничных миссий.
2 марта 1973 года Римский папа Павел VI выпустил бреве Catholica Ecclesia, которым назначил первого нунция в Бангладеш.
В 1886 году в Бенгалии была образована первая католическая епархия с центром в городе Дакка.
В ноябре 1986 году Бангладеш с пастырским визитом посетил Римский папа Иоанн Павел II.

## Протестантизм
Общая численность протестантов в стране — ок. 700 тыс. Крупнейшими протестантскими конфессиями являются пятидесятники и баптисты.

## Религиозные конфликты
Религиозные столкновения в Бангладеш происходят между представителями различных религиозных групп, где как правило, с одной стороны мусульмане, а с другой индуисты.